# Museo Estatal de Historia de Azerbaiyán
El Museo Estatal de Historia de Azerbaiyán (en azerí: Azərbaycan Tarix Muzeyi) es el museo más grande en Azerbaiyán, localizado en Bakú, en el Palacio de Zeynalabdin Taghiyev. Zeynalabdin Taghiyev fue el magnate petrolero filántropo de Azerbaiyán. Se fundó en el año 1920 y abrió a los visitantes en el año 1921.

## Historia
El edificio del Museo fue construido en 1893-1902. La mansión  del estilo renacentista italiano  es inmensa y hay cuatro pisos en algunas partes del edificio. Fue diseñado por el arquitecto polaco - Józef Gosławski.

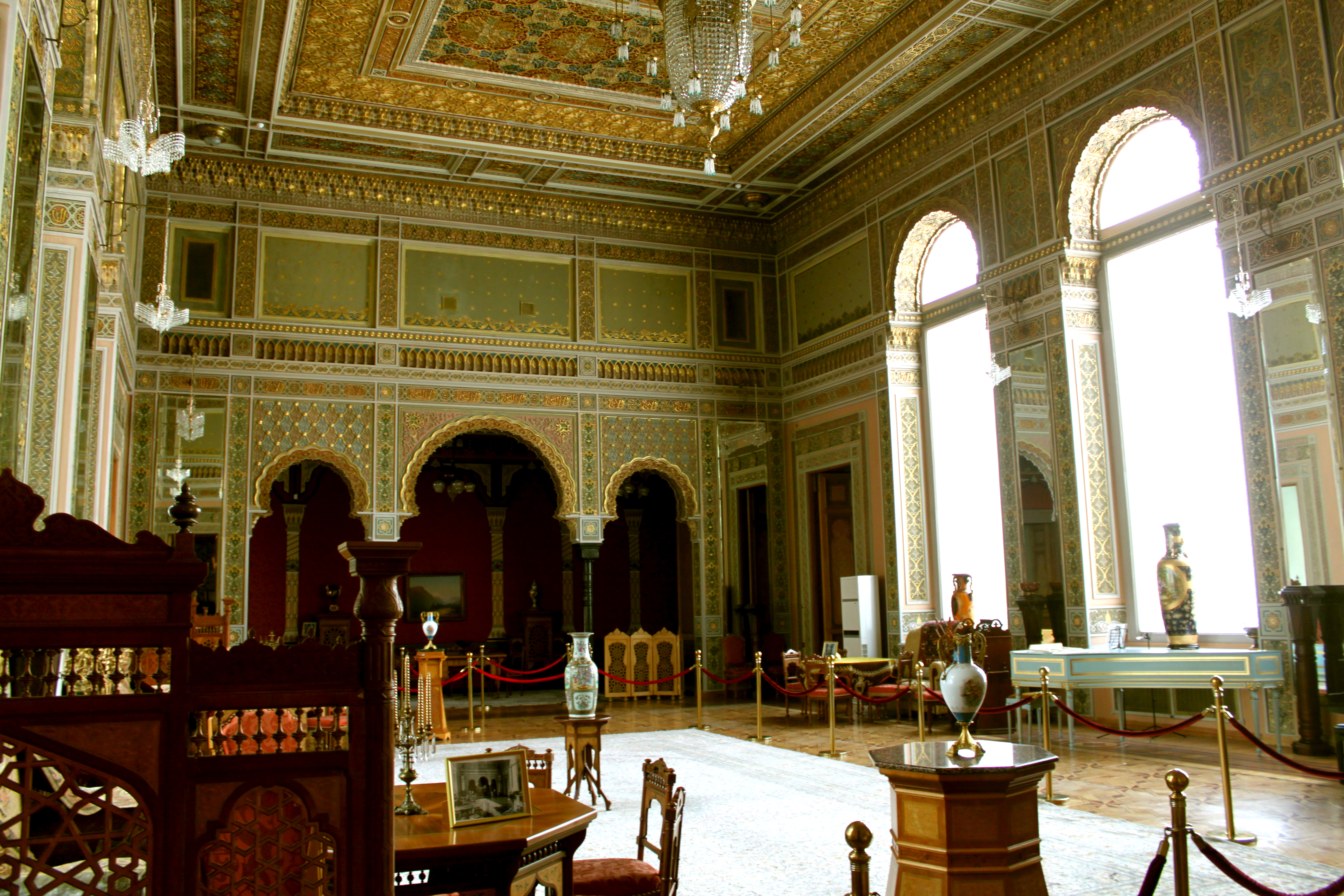
El Palacio de Zeynalabdin Taghiyev

Cuándo el Ejército Rojo entró a Bakú en abril de 1920, la residencia de Taghiyev se confiscó inmediatamente. Según la resolución de la comisaría de URSS, la residencia fue establecida como el museo en junio de 1920, pero solo dos meses después los Bolcheviques tomaron Bakú.
En mayo de 1934 fue adoptada la orden especial para mejorar la enseñanza de historia y geografía en las escuelas o inculcar las ‘ventajas' de sociedad socialista a sus miembros. Los nuevos tipos de los museos históricos y regionales se crearon para inspirar la enseñanza y la promoción de historia.

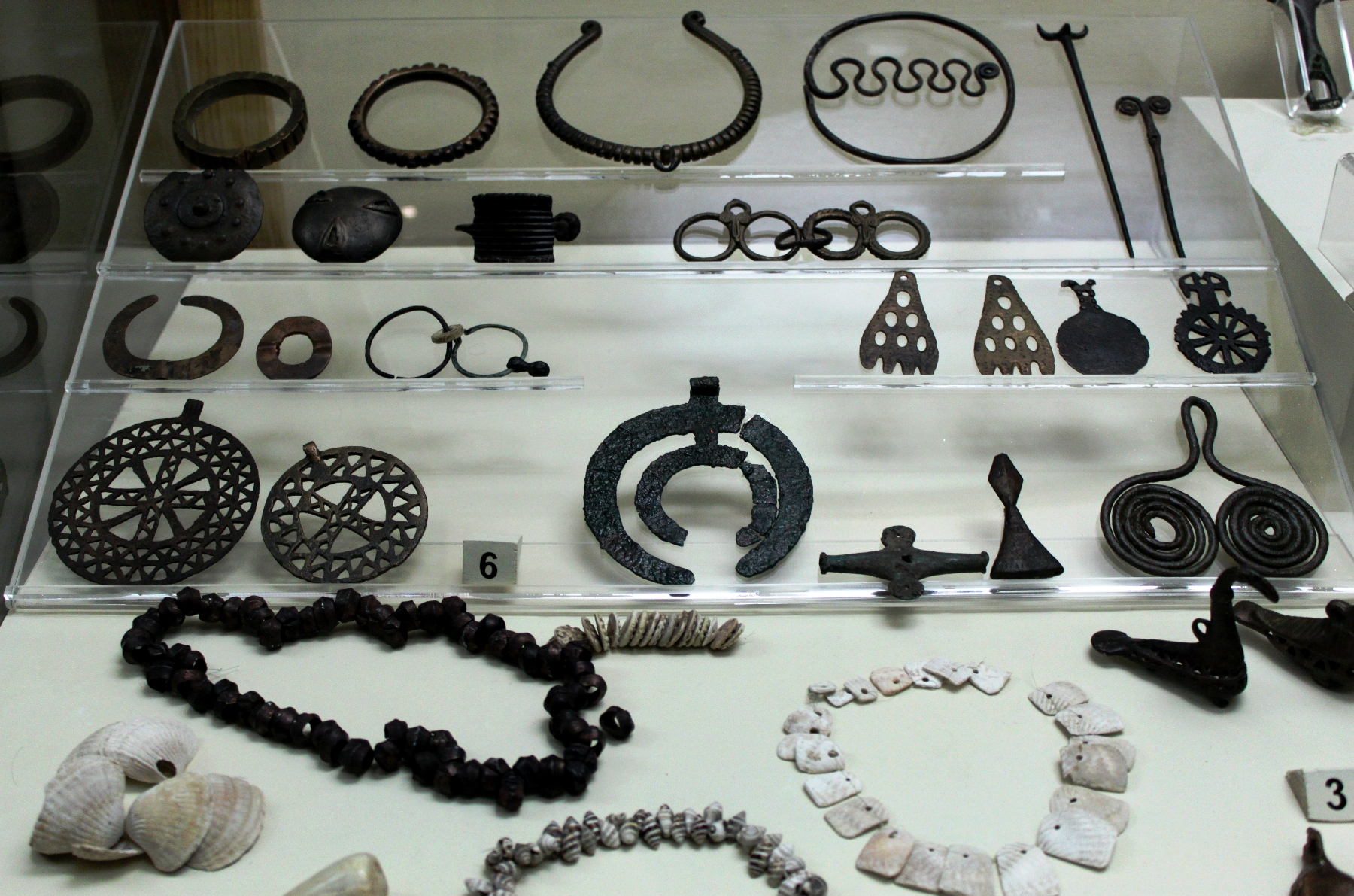
Los adornos de cobre

Desde 1925 hasta 1960 el Instituto de Historia fue responsable por los trabajos arqueológicos, las fundaciones para la investigación científica de los materiales antiguos y monumentos culturales en el territorio de Azerbaiyán se realizaron bajo la dirección de los arqueólogos Davud Sharifov, Yevgeniy Pakhomov, Ishak Jafar-Zadeh, Movsum Salamov, Saleh Gaziyev, Mammadali Huseynov. Las excavaciones se llevaron a cabo en Xocalı, Qəbələ, Ganya, Beyləqan, Mingachevir y otros lugares. La colección del museo consta de los materiales que han descubierto durante estas excavaciones y expediciones etnográficas.

## Arquitectura

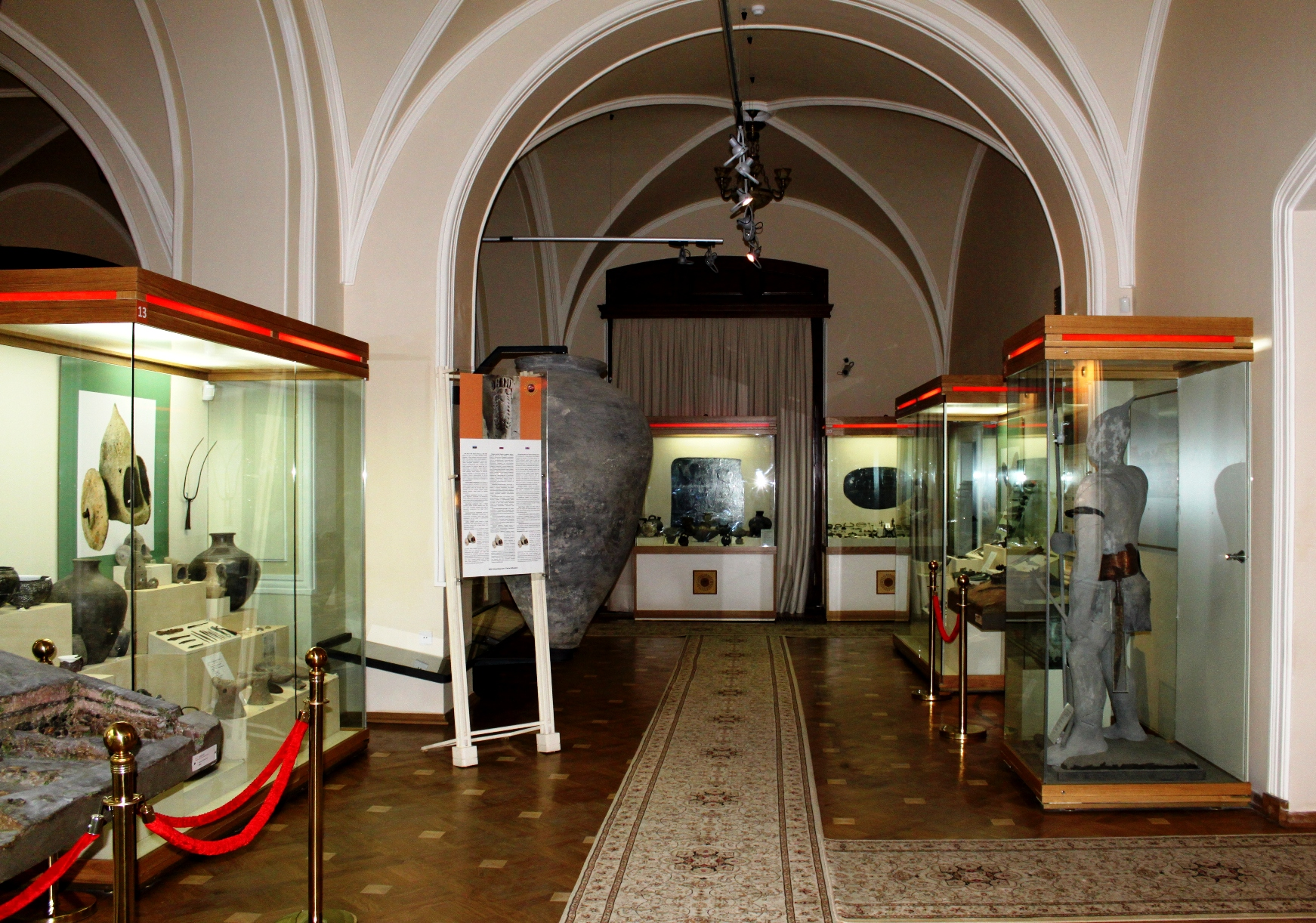
Exposición del museo

En el segundo piso de la residencia de Taghiyev existen dos grandes salas una al lado de la otra. Una de salas se basa en diseños orientales (mauritanios) y la otra en diseños occidentales. La Habitación Oriental tiene las ventanas enormes, arcos dorados, altos paredes ornamentales, techos y lámparas. En la habitación occidental las líneas son más perpendiculares – rectángulo.
Según las fotografías una de las más elaboradas habitaciones era el boudoir (privada habitación) de la mujer de Taghiyev. Todos los muebles y las pinturas han desaparecido en esta habitación. Hoy nada queda excepto el techo de mosaico. Durante el periodo soviético fue aplicado altamente  los diseños florales en las paredes. Todavía la pintura original de las salas principales de la residencia ha resistido increíblemente bien. La pintura que utilizó era de la cáscara de huevo que era la práctica de los artistas de iconos bizantinos.

## Departamentos
El museo tiene más de 2000 exposiciones e incluye los departamentos siguientes:
- Departamento de historia moderna
- Departamento de etnografía
- Departamento de historia antigua y medieval de Azerbaiyán
- Departamento de excursión científica
- Laboratorio para la restauración de los exposiciones del museo
- Fondo de numismática: incluye la colección de Yevgeni Pakhomov
- Grupo de diseño del arte
- Biblioteca

## Admisión

### Jornada laboral
El museo trabaja de lunes a sábado de 11:00 a 18:00. La taquilla del museo está abierta hasta 17:00.
El domingo es día libre y además el primer lunes de cada mes es día de limpieza.

### Entradas
- Adultos- 5 AZN.
- Alumnos, estudiantes y estudiantes de escuelas militares – 2 AZN (pase libre para responsable del grupo).
- Servicio de excursión (además de la entrada).
- Grupo (5-20 personas)-3 AZN.
- Servicio individual de excursión – 10 AZN.
- Guía electrónica – 3 AZN.
- Entrada familiar: Padres con niños -10 AZN .[5]

## Galería

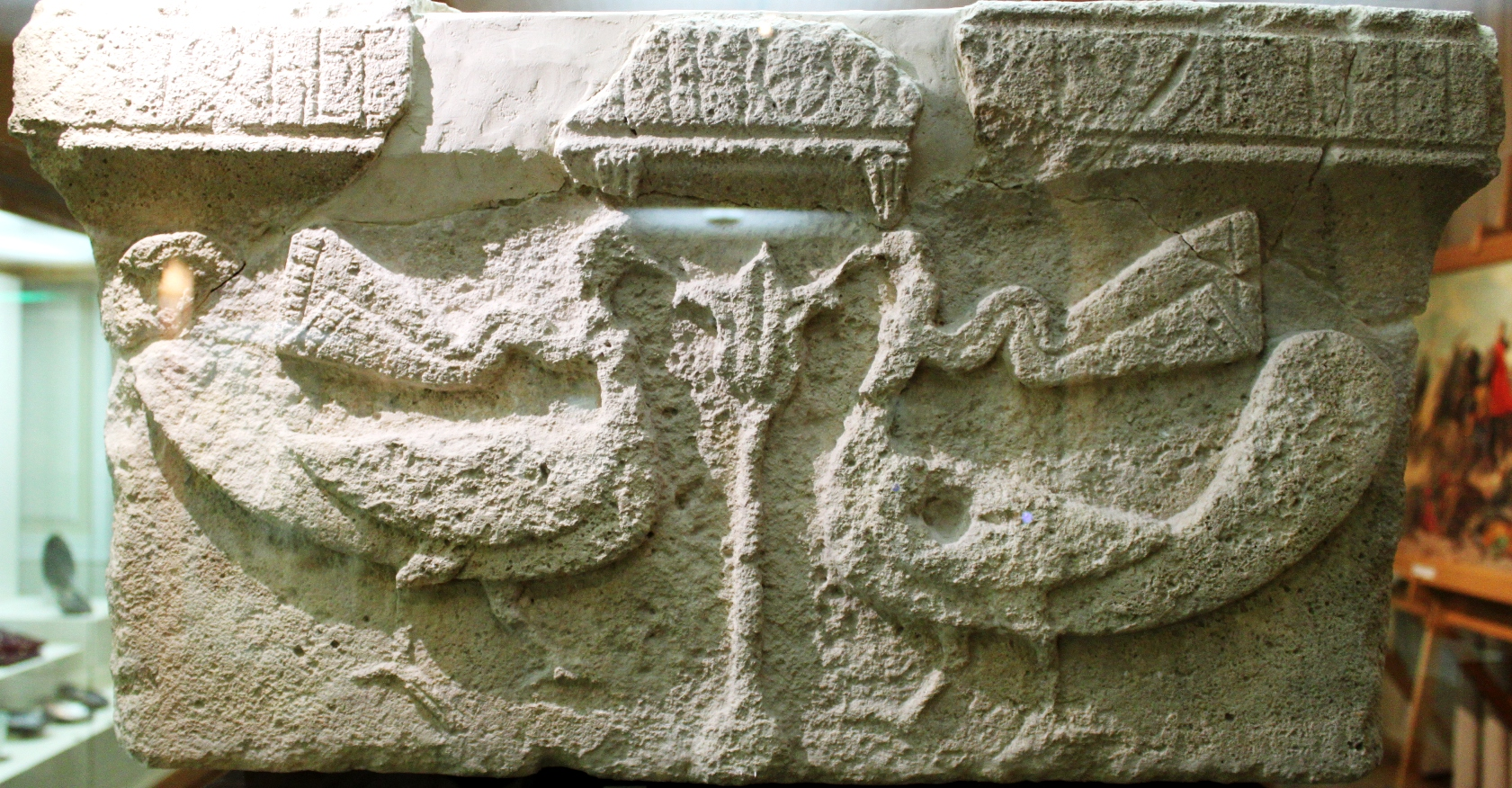
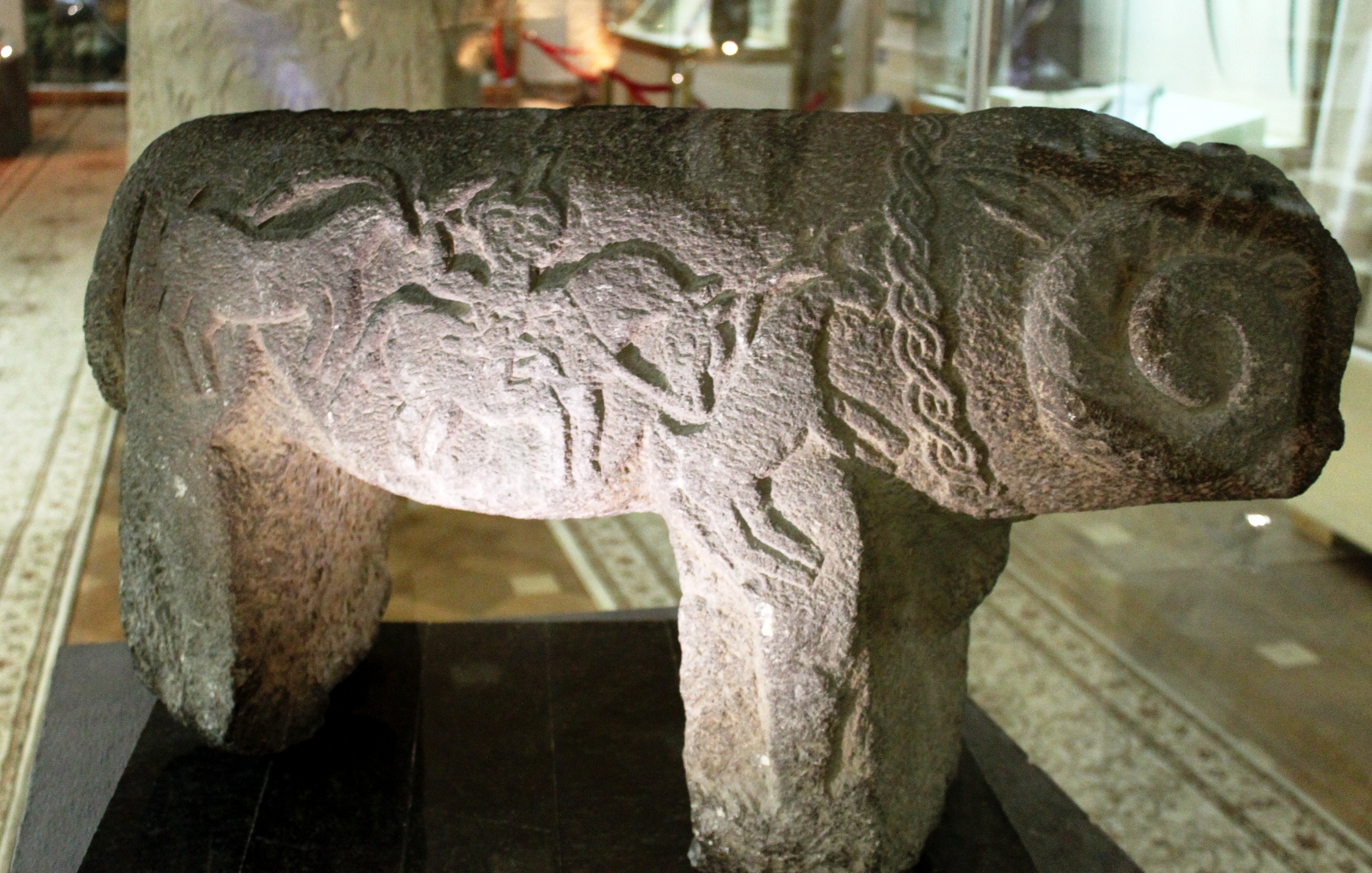
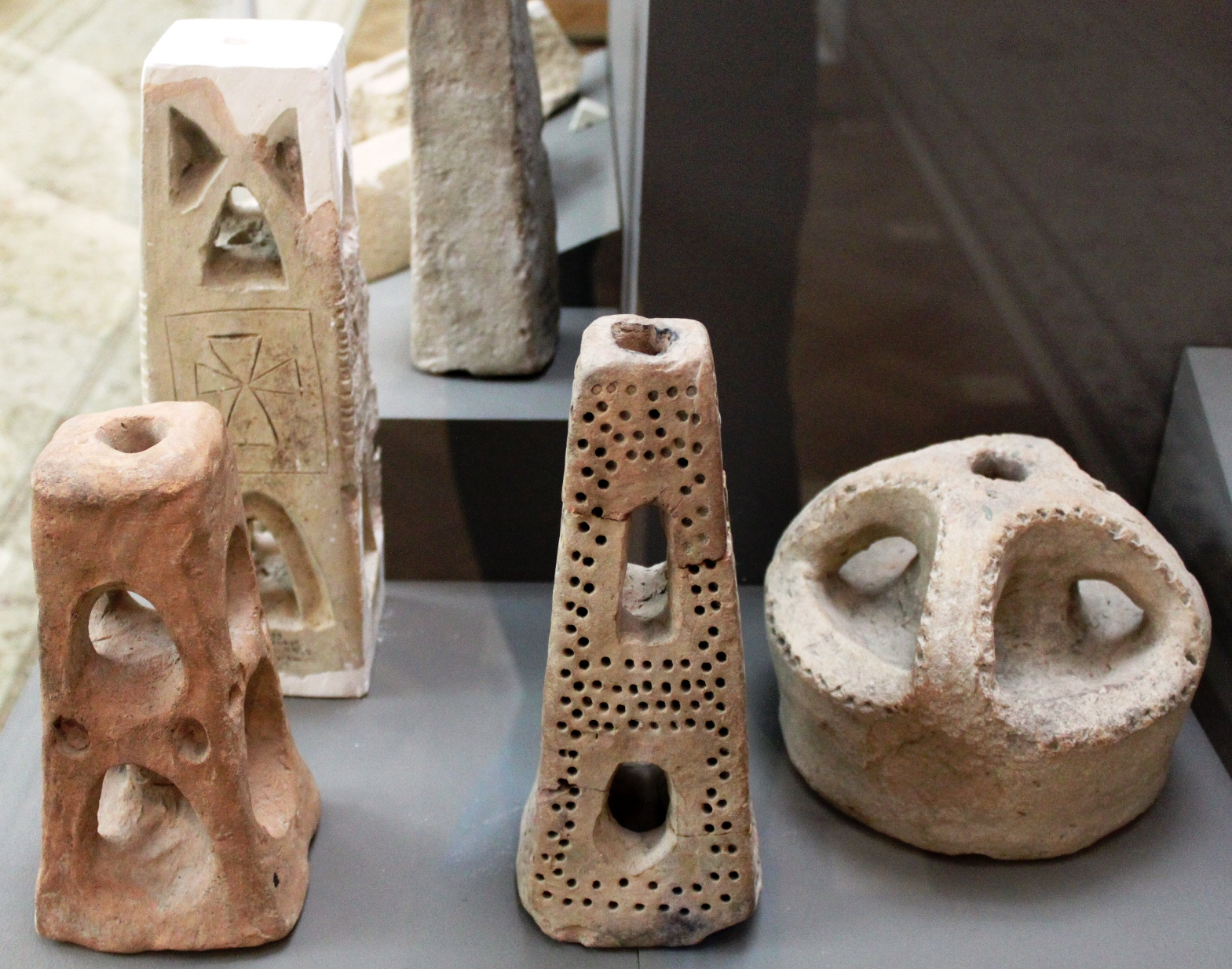
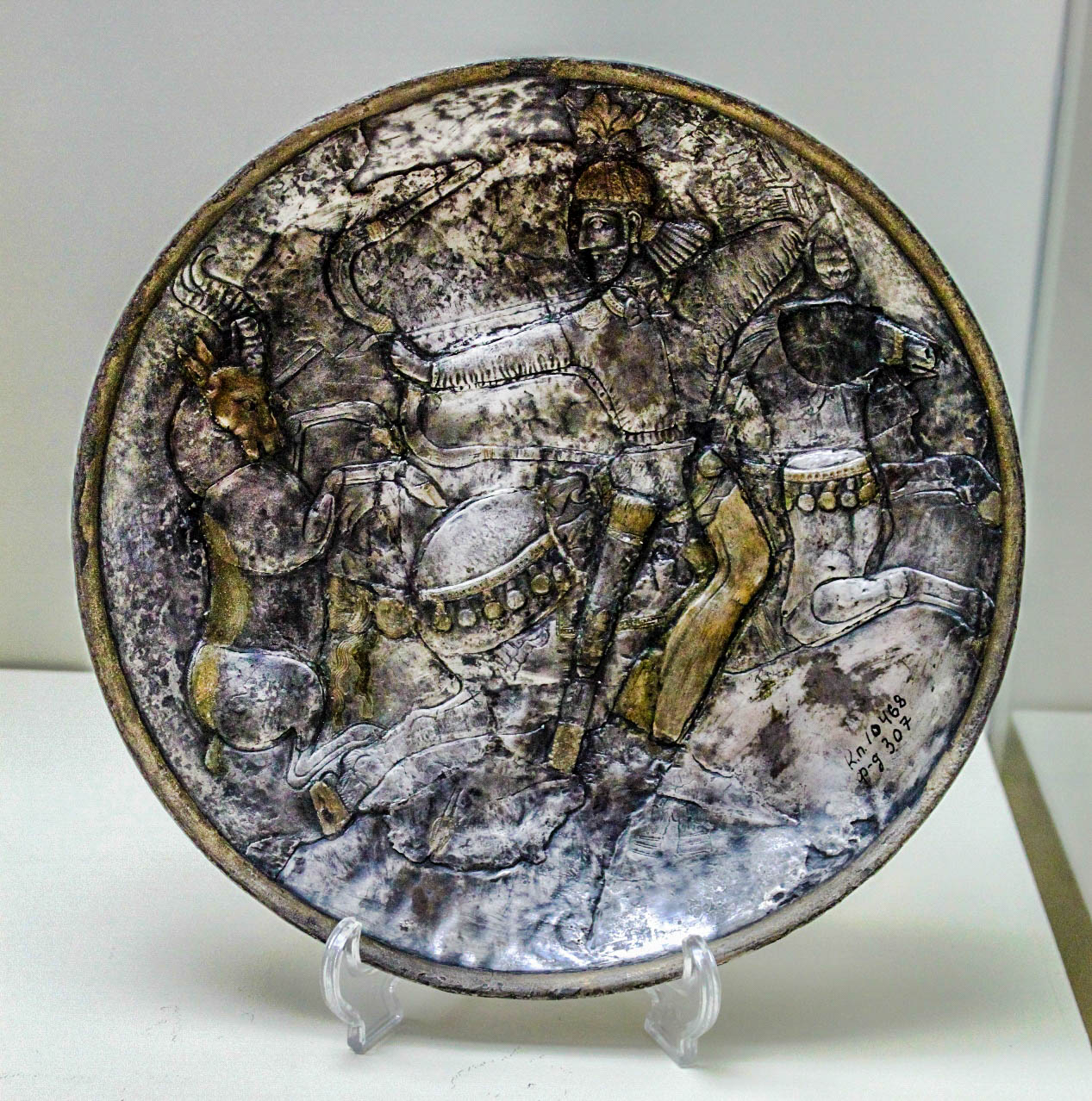
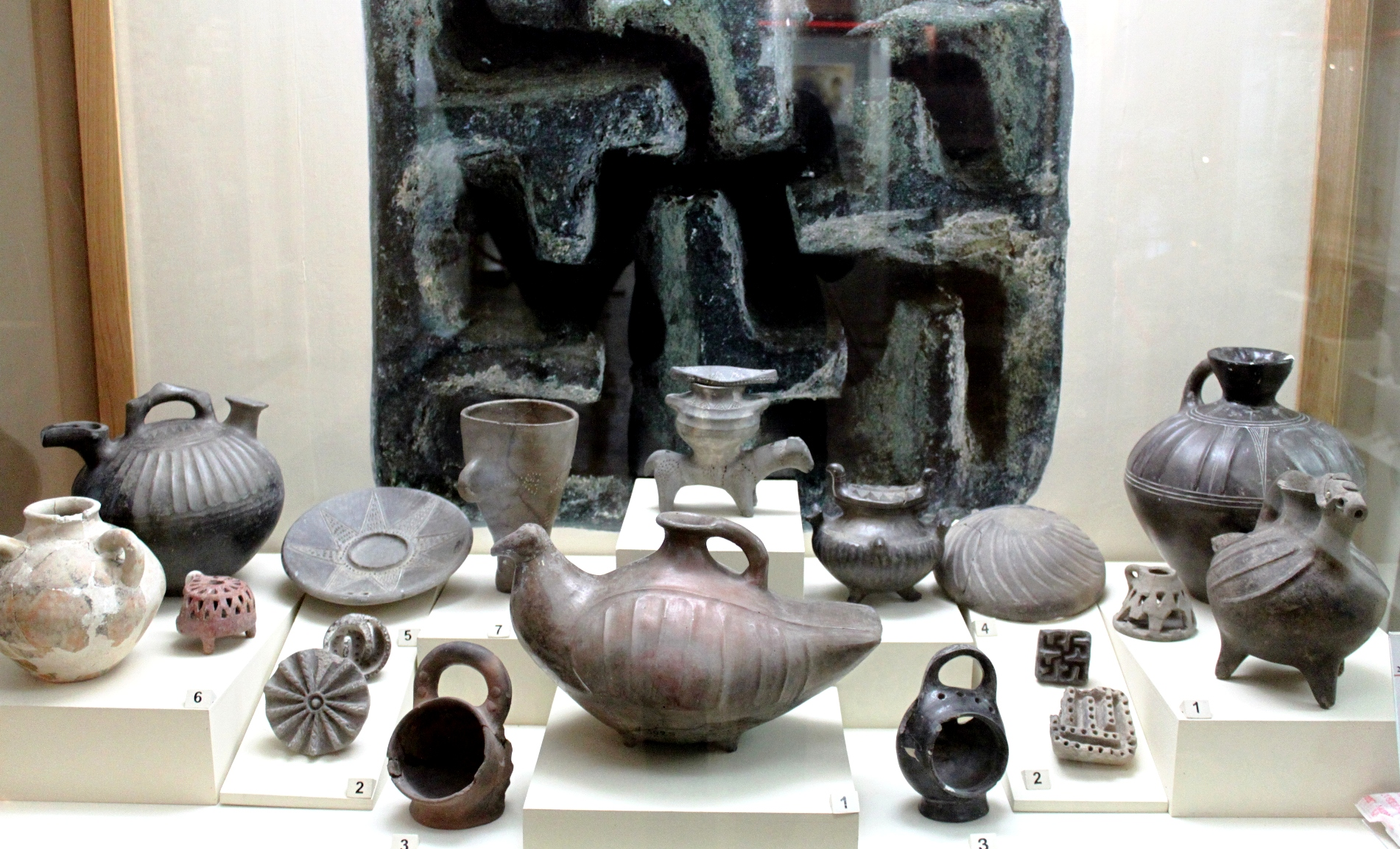